# Стецівка (Черкаський район)

Стеці́вка — українське село у Черкаському районі Черкаської області, підпорядковане Чигиринській міській громаді. Населення — 1034 осіб (фактично проживає близько 800 осіб).

## Розташування
Село розташоване по правому березі річки Тясмин за 11 км від центру громади — міста Чигирин та за 75 км від районного та обласного центру — міста Черкаси. Неподалік села проходить автошлях Р10.
На півночі межує з селом Вітове, на півдні з селами Калантаїв, Семигір'я, Глинськ та Сніжкове Кіровоградської області. У селі Яр Берестовий впадає у річку Чутку.

## Історія
Село було засноване у 17 столітті.
Станом на 1886 рік у селі, центрі Стецівської волості Олександрійського повіту Херсонської губернії, мешкало 3861 особа, налічувалось 728 дворових господарств, існували школа, поштова станція, 2 лавки. За 8 верст — винокуренний завод.
За переписом 1897 року кількість мешканців зросла до 4724 осіб (2371 чоловічої статі та 2353 — жіночої), з яких 4661 — православної віри.

Село Стецівка неодноразово згадується в автобіографічному романі Юрія Горліса-Горського (1898—1946) «Холодний Яр» (1932 р.):
— Брати-громадяне! Ворог вирвав із наших лав одного з найкращих борців, але не піддавайтеся справедливій жадобі помсти! Хай пам'ять про Івана Компанійця вічно живе в наших серцях. Залишимо мертвого мертвим, а живе діло — для живих! Скільки разів терпіла Україна поразку і страшну руїну через те, що сини її билися між собою в час, коли на неї насувався ворог ззовні! Про це стара гетьманська столиця, на яку ви збираєтеся, могла б найбільше оповісти… Тепер на Україну насунувся страшний ворог, який руйнує і обдирає наш край, безправно вбиває тисячі й тисячі наших людей… Але з очей селян спадає полуда і Україна буде боротися, щоб повернути те, що так нерозумно віддала. Ми зможемо перемогти тільки єдністю, дружним ударом на ворога! А коцурівщина сама загине, бо вона не має під собою ґрунту! Селяни Суботова чи Стецівки підуть разом із нами, коли вийдуть з-під впливу купи авантюрників, коли побачать, що це єдиний шлях до рятунку. Не з ними, засліпленими, нам боротися, щоб тішити цим ворога! Розходьтеся спокійно по домах! Готуйте і бережіть зброю! Будьте готові кожної хвилини стати під чорний прапор Холодного Яру на захист своїх прав і України! Мусимо вернути їй радість і славу! Зірвалося і довго не змовкало могутнє «Слава!». Коли люди вже замовкли, той гук ще деякий час повторювали яри…
Автор описує виступ 1920 року стецівчан проти більшовицьких зайд (село було спалене, від рук російських карателів загинуло чимало стецівчан). Ю. Горліс-Горський зазначає, що на час національно-визвольної війни в Україні 1918—1923 років Стецівка, як і сусіднє c.Семигір'я, вважалися дуже великими селами.
9 серпня 1941 року німецькі війська окупували село. 9 грудня 1943 року воно було відвойоване силами  4-ї гвардійської армії 2-го Українського фронту. 10 грудня 1943 року в боях за село брав участь 344-й стрілецький полк під командуванням уродженця м. Київ Юхима Ароновича Сороки. За відвоювання Чигиринщини підполковник Сорока був нагороджений орденом Вітчизняної війни І ступеня. Як свідчать документи, 11 січня 1944 року він отримав поранення, від яких 23 січня 1944 року помер. Похований в м. Кременчук. 344-й стрілецький полк ходив до складу 138-ї стрілецької дивізії. 
54 мешканці села, що воювали на фронтах Другої світової війни нагороджені орденами і медалями. На території села є братська могила та пам'ятник 352 загиблим воїнам-односельчанам.
За радянської влади в селі працював колгосп ім. Жданова, що обробляв 4483 га землі, в тому числі 3352 га орної.
Станом на 1972 рік у селі була середня школа, клуб, 3 бібліотеки, книжковий фонд яких становив 25 600 примірників, стаціонарна кіноустановка, побутовий комбінат, медпункт, дитячі ясла, 6 магазинів, відділення зв'язку.

## Населення

### Мова
Розподіл населення за рідною мовою за даними перепису 2001 року:
| Мова            | Відсоток |
| --------------- | -------- |
| українська      | 97,22%   |
| російська       | 2,46%    |
| інші/не вказали | 0,32%    |

## Визначні пам'ятки та культура
На території сільради виявлено скарб крем'яних знарядь бронзової доби, два поселення черняхівської культури та десять курганів скіфсько-сарматської доби. У 1956 році археологічна експедиція О. І. Тереножкіна виявила слов'янське поселення поблизу Стецівки. У селі знаходиться Свято-Троїцька церква Православної Церкви України.

### Музеї
- Стецівський краєзнавчий музей — відкрито в 1967 році. У 1970 році в ньому налічувалося 2300 експонатів, серед яких 800 унікальних книг, частина знайдених у цій місцевості скарбів, зразки вогнепальної й холодної зброї, нагороди односельчан. В результаті експедицій по сільських околицях було знайдено предмети кам'яної й бронзової епох, скіфського періоду, прикраси слов'ян, речі давнього Херсонесу.
- Стецівський музей млинарства — є частиною етнографічно-туристичного комплексу «Козацький хутір». Тут є дерев'яна церква 18 століття, будинок старости, шинок, стайня.

### Природоохоронні території
- Урочище «Сухі колодки»

### Освіта
У селі є загальноосвітня школа I—III ступенів, сільський клуб, бібліотека.

## Відомі люди
У селі народились:
- Іванов Іван Федорович (* 28 травня 1924 — † 9 листопада 1950) — повний кавалер ордена Слави[7].
- Козаков Григорій Тимофійович (1947—2009) — український тележурналіст, Заслужений журналіст України.
- Буряк Ганна Панасівна — депутат Верховної Ради УРСР 8—9-го скликань.

## Фотогалерея

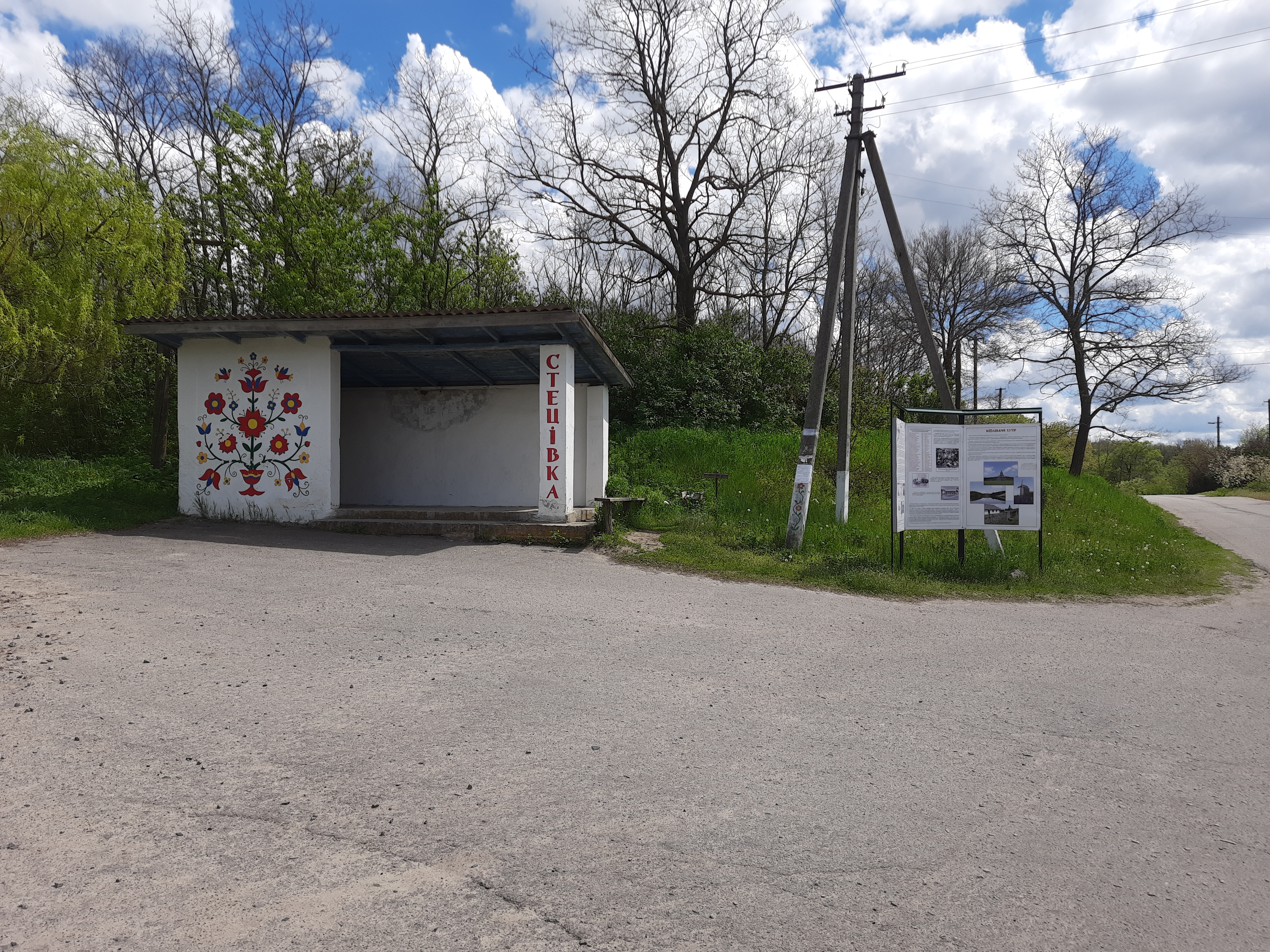
Автобусна зупинка
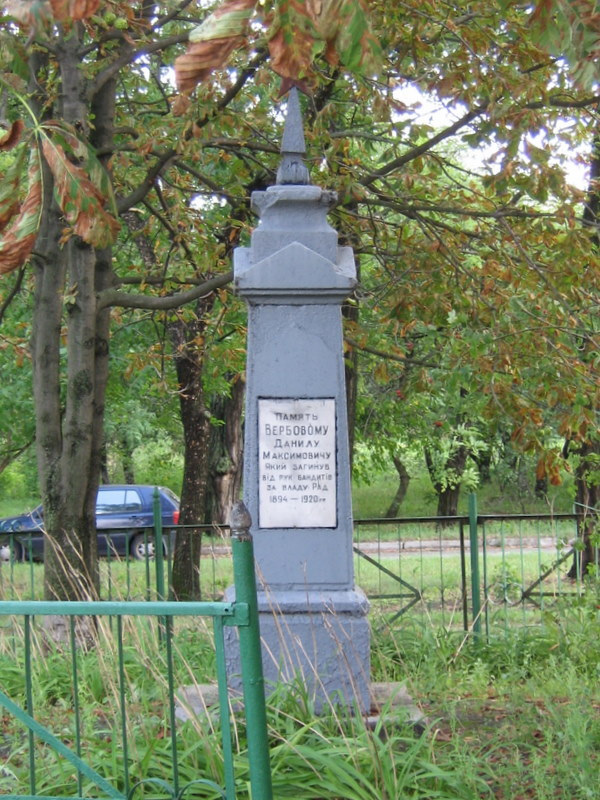
Пам'ятник Данилу Вербовому
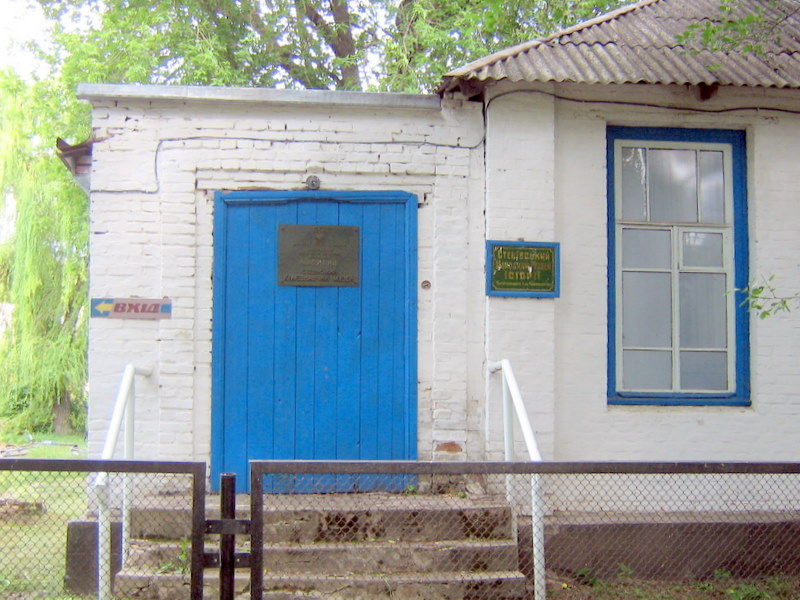
Краєзнавчий музей
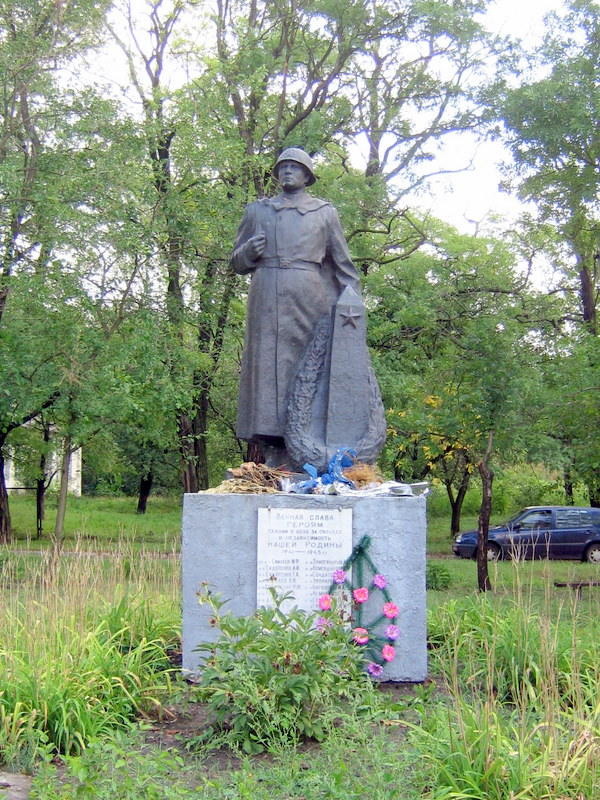
Братська могила
Обеліск СлавиОбеліск Слави
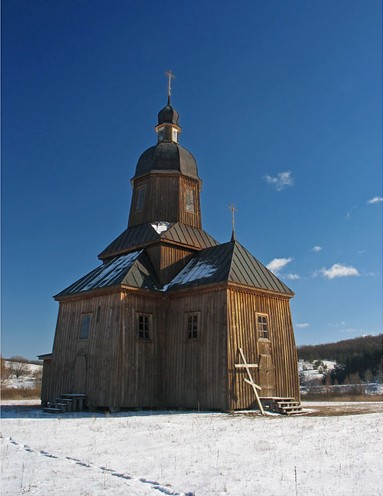
скансен "Козацький хутір" (Миколаївська церква з села Драбівці)
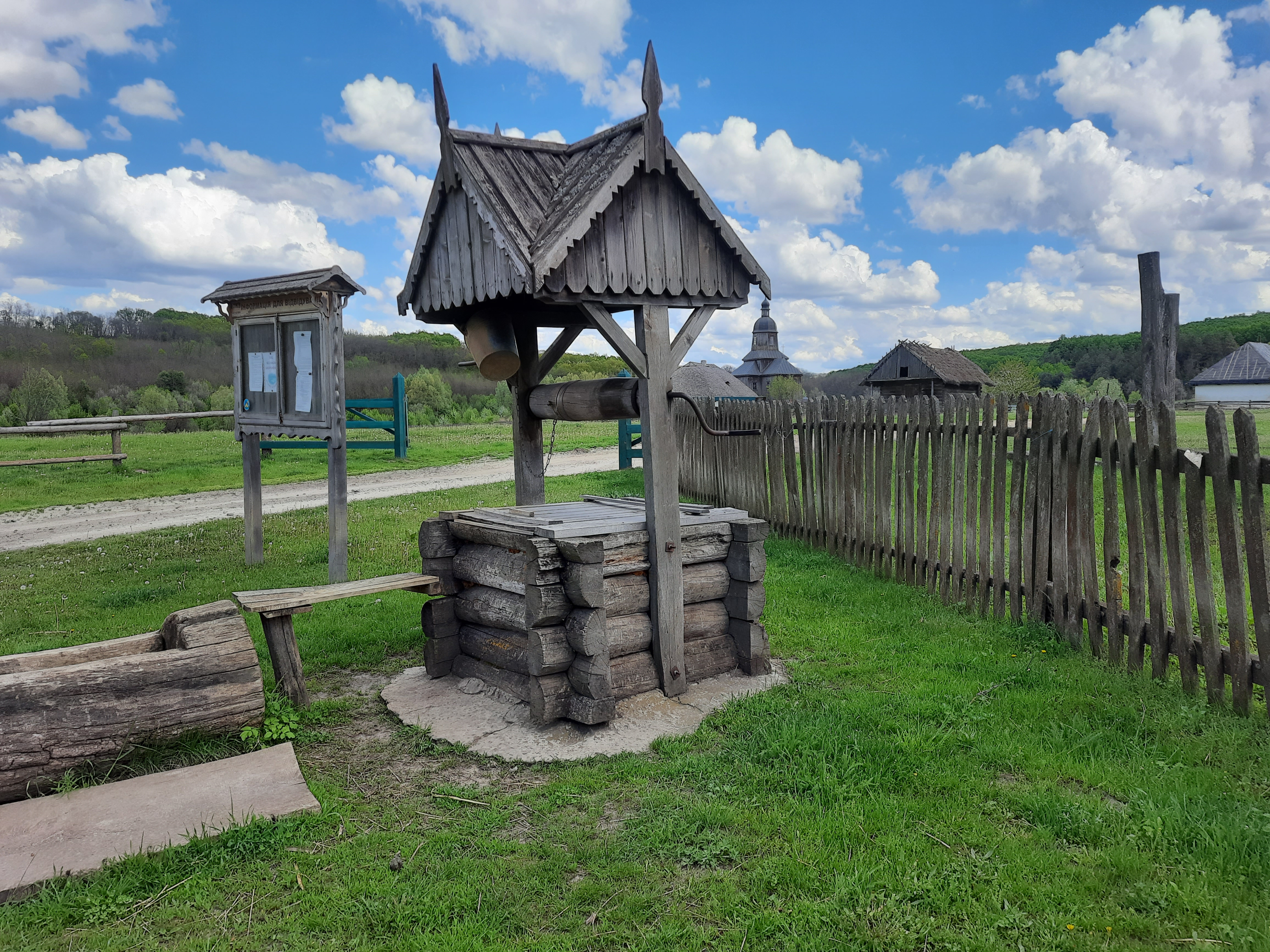
Етнографічний комплекс «Козацький хутір»
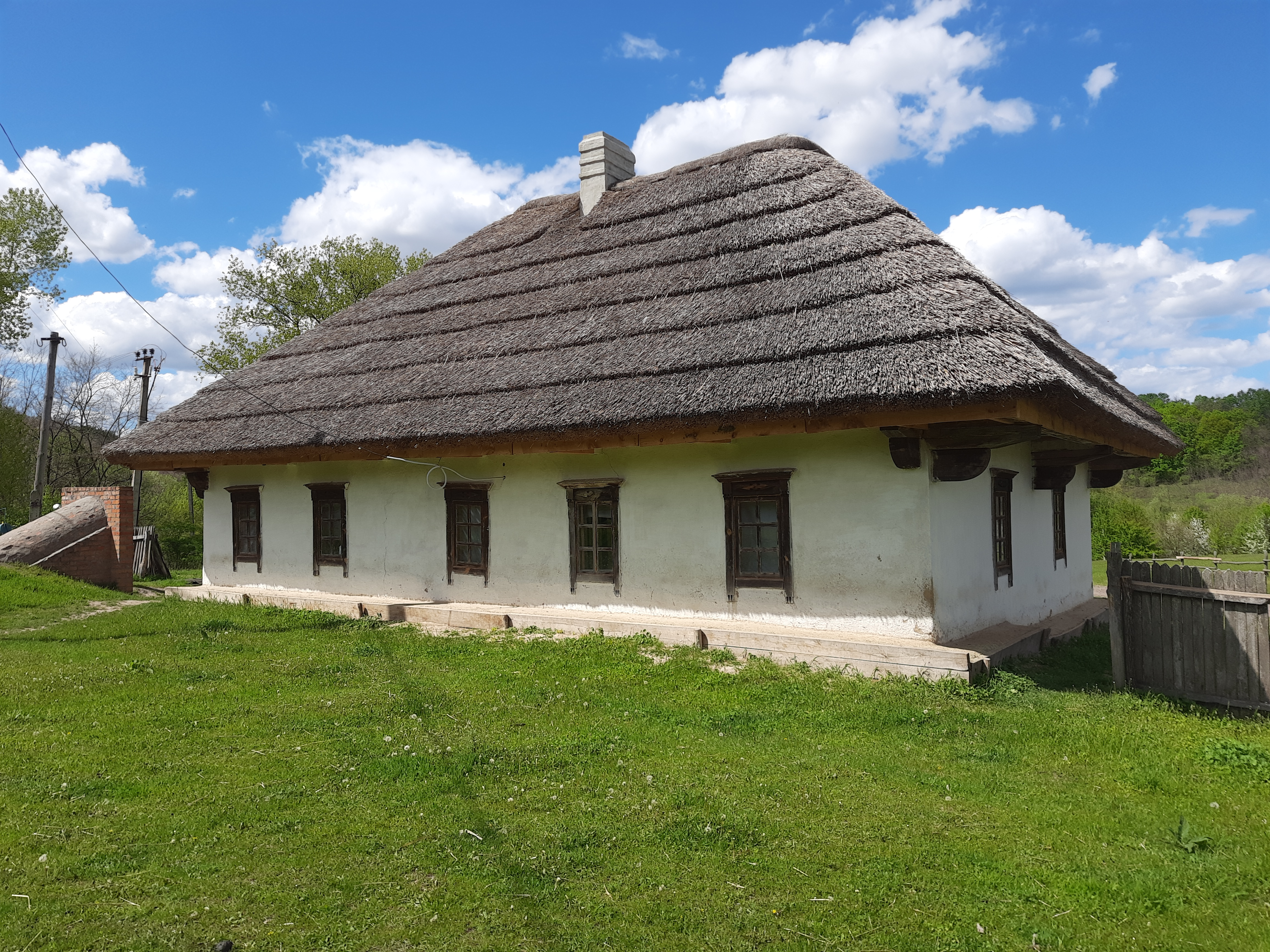
Етнографічний комплекс «Козацький хутір»
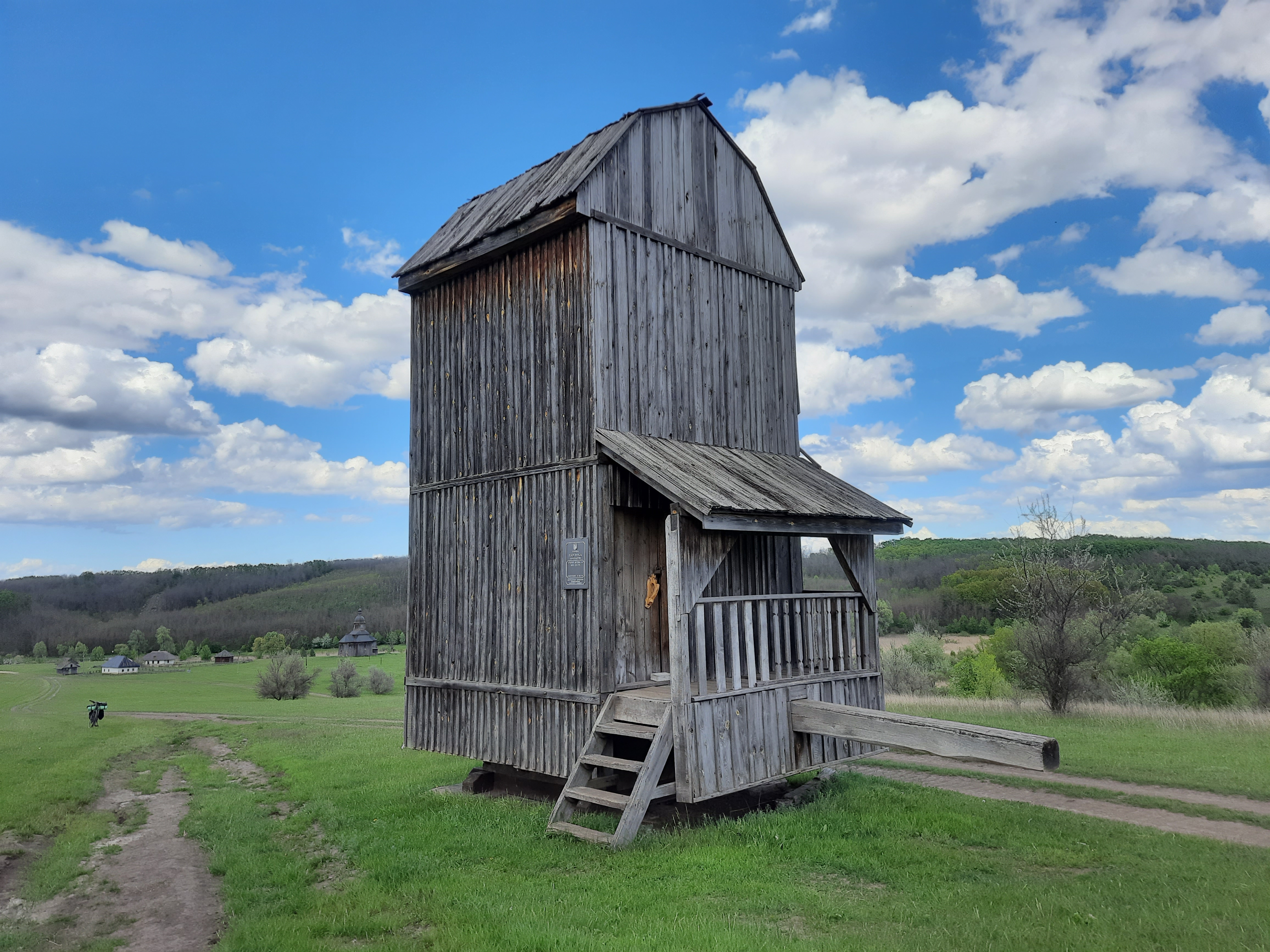
Етнографічний комплекс «Козацький хутір»